# 第一代諾森伯蘭伯爵亨利·珀西

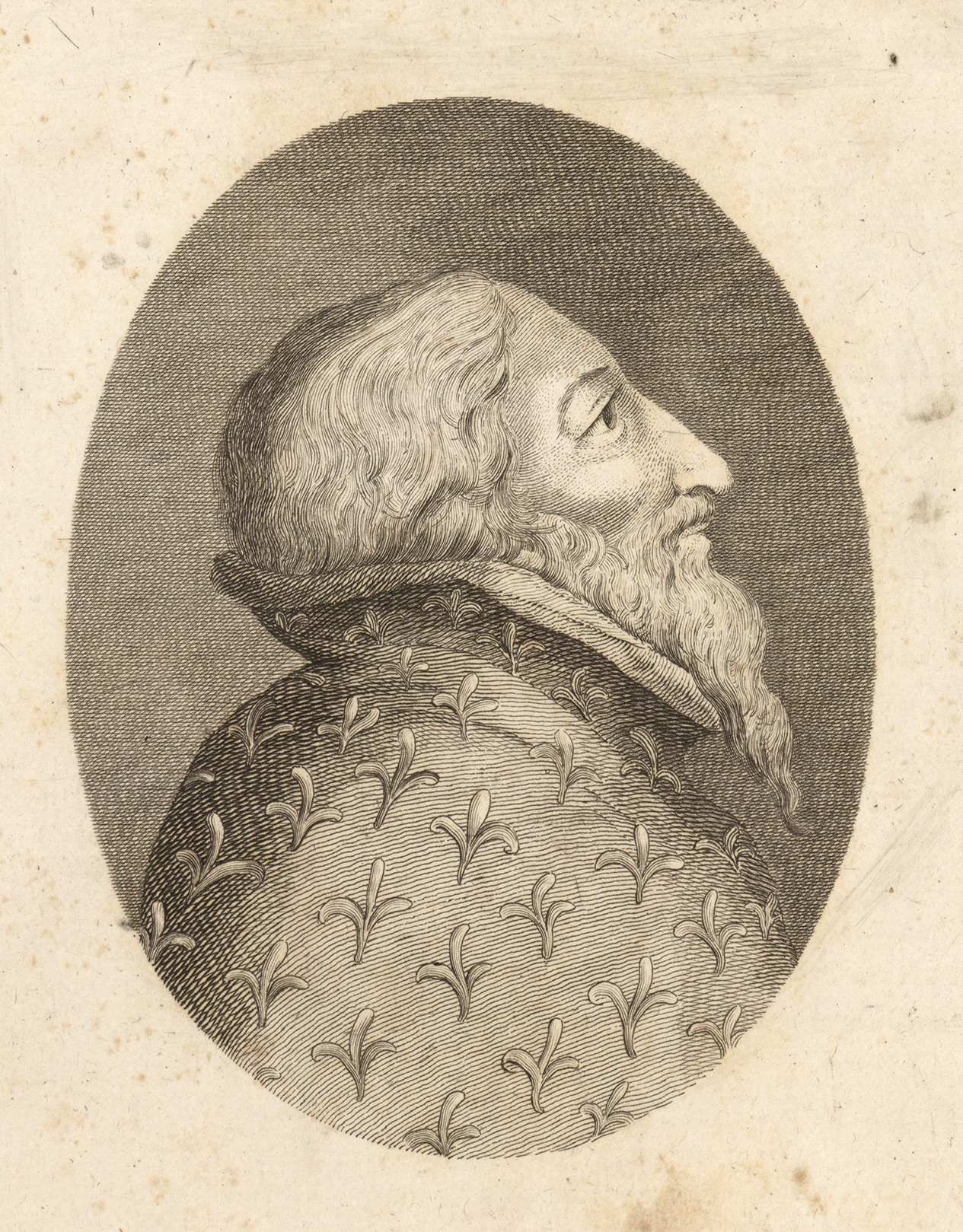

亨利·珀西（英語：Henry Percy, 1st Earl of Northumberland，1341年11月10日—1408年2月20日），第一代諾森伯蘭伯爵，1399年至1403年擔任宮廷長官。

## 家庭
1358年，諾森伯蘭與拉爾夫男爵的女兒瑪格麗特結婚，兩人共有4子1女：
1. 亨利·珀西（1364年—1403年）
2. 托馬斯·珀西（1366年—1387年）
3. 瑪格麗特·珀西（1368年—？年）
4. 艾倫·珀西（1372年—？年）
5. 拉爾夫·珀西（？年—1397年）